# Mercado de Medellín
El Mercado de Medellín, oficialmente Mercado Melchor Ocampo, es un mercado público de la Ciudad de México.
También apodado como   "La Pequeña Habana", tiene más de 500 puestos en total, ofrece productos de diferentes países latinoamericanos, por ejemplo Colombia y Cuba. Se caracteriza por tener muchas banderas colgadas.

## Ubicación
Se ubica en la calle Medellín, de la Colonia Roma en la Alcaldía Cuauhtémoc, Ciudad de México.

## Historia
Anteriormente el mercado era administrado por judíos, pero después del terremoto de 1985, uno de los más fuertes registrados en la historia de México, ellos abandonaron el mercado, abriendo paso a que otros países latinoamericanos, comenzaran a importar sus productos.
El Mercado está registrado como Melchor Ocampo, nombre que se le atribuye a un liberal de la época de Benito Juárez, sin embargo, la calle Medellín revivió las fachadas españolas  en  América. Así mismo, según datos del INEGI, obtenidos y consultados en el año 2010, Colombia es el cuarto país con más inmigrantes en México, debido a esta migración el mercado se ve beneficiado con múltiples productos y gastronomía originaria del país . Se registra que el aumento de colombianos en los últimos años se debe, en parte, a los acuerdos económicos entre ambos países.

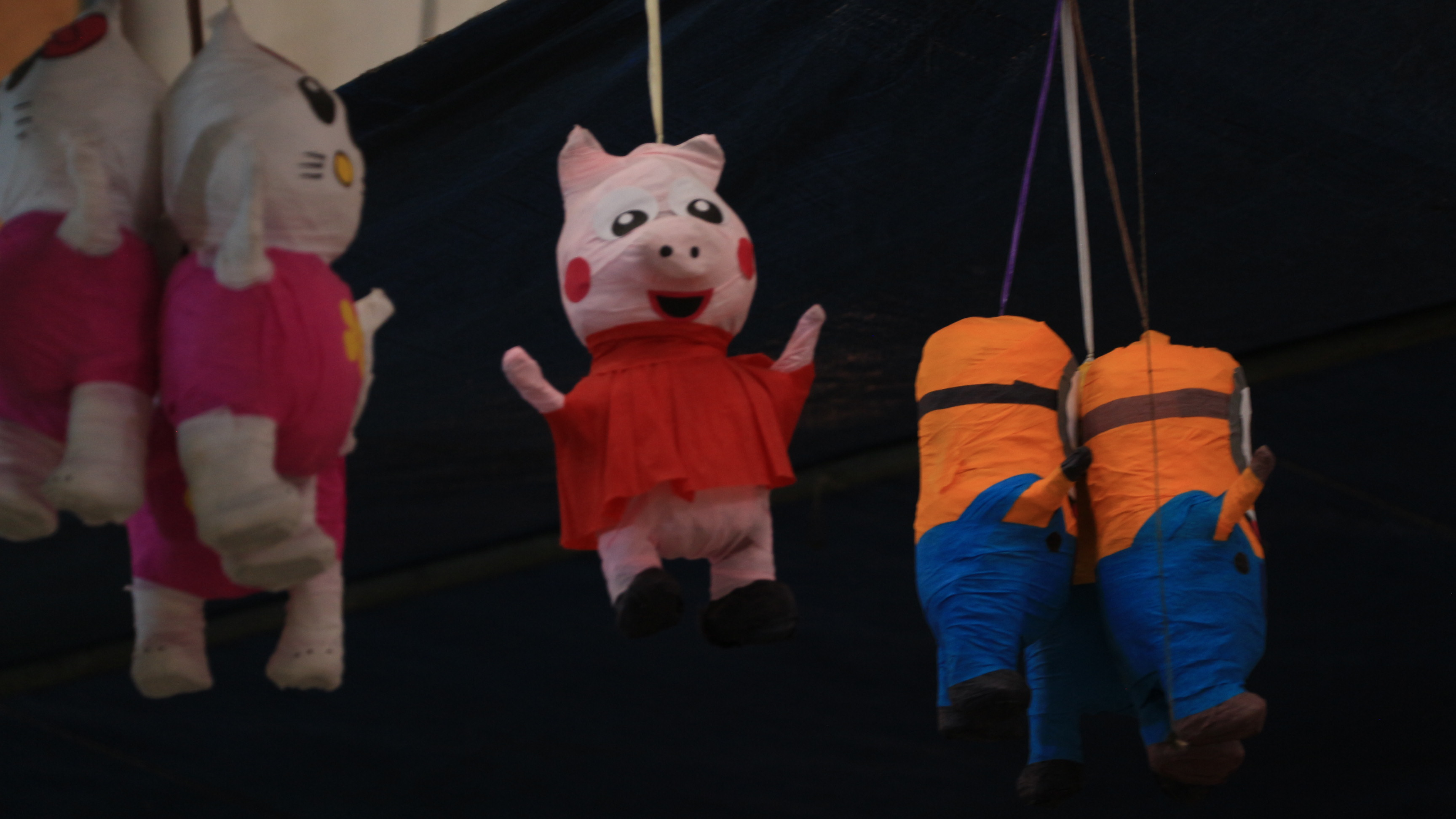
Piñatas en el mercado

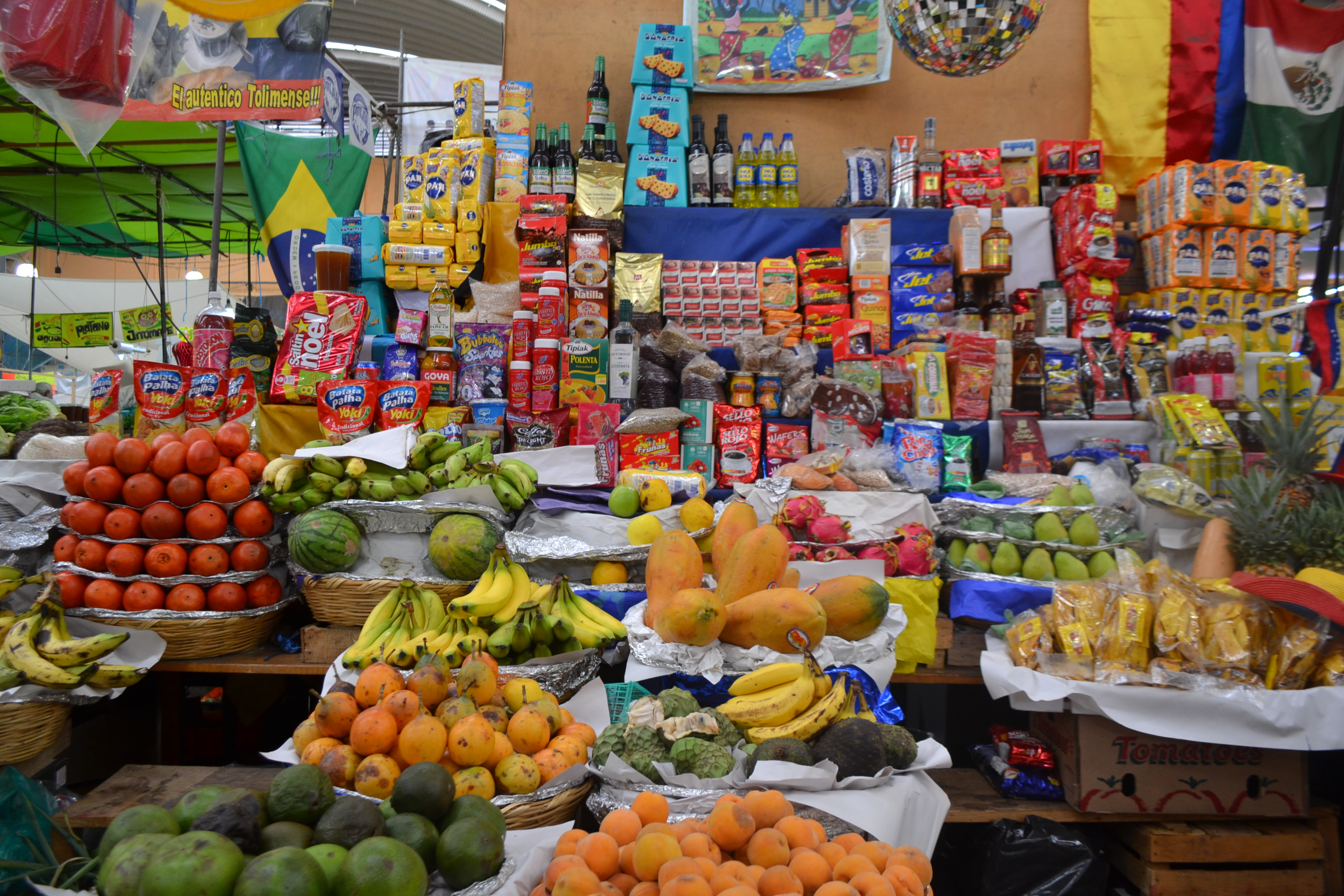
Frutas, verduras y empaquetados en el mercado

## Productos

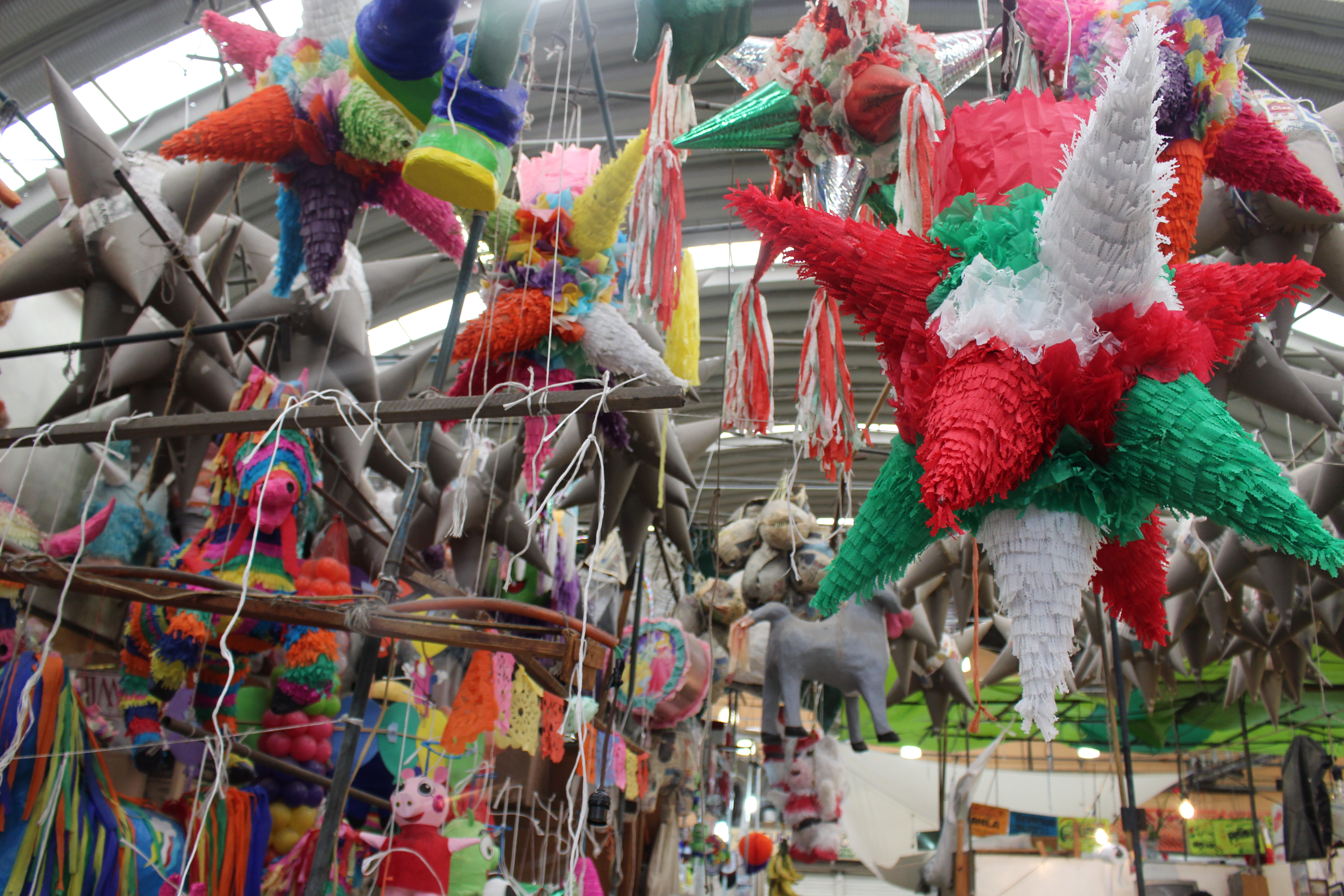
Piñatas mexicanas en el Mercado

El Mercado de Medellín se distingue por tener en venta productos frescos y de buena calidad. Entre la comida colombiana que se ofrece se encuentran:  la yuca, las arepas, los helados de nata, el refresco de Malta (a base de cebada), cervezas como Bucanero y Cristal; así como tamales que llevan puré de tomate, café como el café Juan Valdez y el café Sello Rojo. También se encuentra entre la lista el arequipe, dulces, harinas para arepas y  bebidas típicas como el aguardiente antioqueño, y el ron Viejo de Caldas.
De Venezuela, se encuentra el ron Santa Teresa, de Perú, los piscos (aguardiente de uva), los ajís (salsas) y los mates de coca.
Uno de los puestos más famosos es la Marisquería también conocida como "la Morenita de Medellín" donde pueden comerse ostiones a la diabla, cócteles, huachinango a la veracruzana y paella. En otro puesto llamado "Los canarios" se pueden disfrutar varias presentaciones de carnes de res, cordero, cerdo o pescado sobre huaraches, alambre o sushi.
Además de los productos importados se encuentran productos típicos mexicanos como artesanías, recuerdos de viajes, piñatas de cartón, fruta de la estación, verdura, carne, molino de chile, especias, plantas, hierbas, quesos, tortillas, artículos de cocina y de limpieza.